# Carlo Natali
Carlo Natali, anche noto come il Guardolino (circa 1592 – Cremona, 1683), è stato un pittore italiano  del barocco, principalmente attivo a Cremona e Bologna.

## Biografia
Fu inizialmente allievo dei pittori manieristi Andrea Mainardi e Giovanni Battista Trotti a Cremona, formandosi successivamente presso Guido Reni. Si trasferì a Roma e poi a Genova, dove dipinse un fregio per un palazzo della famiglia Doria e conobbe Giulio Cesare Procaccini. Tornò infine a Cremona, dove lavorò nella fabbrica del Duomo fino alla morte.
Anche i suoi discendendi furono pittori: il figlio Giovanni Battista Natali, i nipoti Giuseppe, Francesco, Lorenzo e Pietro, il pronipote Giovanni Battista Natali furono tutti pittori.